# 福寿町 (岡崎市)
福寿町（ふくじゅちょう）は、愛知県岡崎市の町名である。現行行政地名は福寿町1丁目と丁番を持たない福寿町。

## 地理
岡崎市の西部に位置し、中心街にほど近い。1丁目以外に直接番地が割り当てられている区域もあるが本項では割愛する。

### 河川
- 伊賀川

## 世帯数と人口
2019年（令和元年）5月1日現在の世帯数と人口は以下の通りである。
| 町丁   | 世帯数  | 人口  |
| ------ | ------- | ----- |
| 福寿町 | 111世帯 | 252人 |

### 人口の変遷
国勢調査による人口の推移
| 1995年（平成7年）  | 292人 | [ 5 ] |  |
| 2000年（平成12年） | 290人 | [ 6 ] |  |
| 2005年（平成17年） | 269人 | [ 7 ] |  |
| 2010年（平成22年） | 261人 | [ 8 ] |  |
| 2015年（平成27年） | 252人 | [ 9 ] |  |

## 学区
市立小・中学校に通う場合、学区は以下の通りとなる。
| 番・番地等 | 小学校             | 中学校             | 高等学校 |
| ---------- | ------------------ | ------------------ | -------- |
| 全域       | 岡崎市立広幡小学校 | 岡崎市立城北中学校 | 三河学区 |

## 歴史
額田郡岡崎福寿町を前身とする。

### 町名の由来
地内にある福寿稲荷神社による。

### 沿革
- 1889年（明治22年）10月1日 - 町村制施行に伴い、岡崎横町・岡崎亀井町・岡崎久右衛門町・岡崎魚町・岡崎康生町・岡崎材木町・岡崎十王町・岡崎松本町・岡崎上肴町・岡崎伝馬町・岡崎田町・岡崎唐沢町・岡崎島町・岡崎投町・岡崎能見町・岡崎八幡町・岡崎板屋町・岡崎福寿町・岡崎門前町・岡崎祐金町・岡崎裏町・岡崎両町・岡崎連尺町・岡崎六地蔵町・岡崎籠田町・菅生村・中村・梅園村・八帖村・六供村が合併し、岡崎町大字福寿となる[12]。
- 1916年（大正5年）7月1日 - 市制施行に伴い、岡崎市大字福寿となる[13]。
- 1917年（大正6年）7月1日 - 福寿町に改称[13]。
- 1957年（昭和32年）11月15日 - 1丁目を設置。一部が材木町2～3丁目・元能見町・松本町1丁目となる[13]。

## 施設
- 福寿稲荷神社
- 地蔵院
- 天理教岡崎分教会

## 交通
- 城門通り

## その他

### 日本郵便
- 郵便番号 : 444-0056[3]（集配局：岡崎郵便局[14]）。

## 参考資料
- 「角川日本地名大辞典」編纂委員会 編『角川日本地名大辞典 23 愛知県』角川書店、1989年3月8日。ISBN 4-04-001230-5。
- 有限会社平凡社地方資料センター 編『日本歴史地名体系第23巻 愛知県の地名』平凡社、1981年。ISBN 4-582-49023-9。
- 新編岡崎市史編さん委員会 編『新編岡崎市史 総集編 20』1993年。